# 八王子市立第六中学校
八王子市立第六中学校（はちおうじしりつ だいろくちゅうがっこう）は、東京都八王子市上野町にある公立中学校。

## 概要
本学には、六中生に「青雲の志」（雲の上の青い空をめざすように、志の高い立派な人物になりたいという意志）を抱いてほしいという願いから、 昭和43年度卒業記念の「青雲石」が置かれており、毎日、生徒を見守っている。また、『ヨコタ、ミドル、スクール』や、『TGG立川』への参加など、学校で学んだ英語を実際に活用することに取り組んでいる。

### 学級規模
- 2023年現在、学級数　1学年3、2学年3、3学年3　合計9である[八 1]。
- 2023年現在、生徒数　1学年97、2学年91、3学112　合計300人である[八 1]。

## 沿革
- 1947年（昭和22年）5月1日 - 八王子市立第六中学校を東京都立第二商業高等学校内に開校。
- 1949年（昭和24年）5月1日 - 現在地の新校舎(第一校舎)に移転。
- 1951年（昭和26年）2月23日 - 新校舎(第二校舎)落成、使用開始。
- 1953年（昭和28年）8月2日 - 木造新校舎(第三校舎)落成、使用開始。
- 1955年（昭和30年）5月1日 - 木造新校舎(第四校舎)落成、使用開始。
- 1963年（昭和38年）3月16日 - 鉄筋校舎第一期(六教室)竣工。
- 8月31日 - 25mプール竣工。
- 12月21日 - 鉄筋校舎第二期(六教室)竣工。
- 1965年（昭和40年）3月15日 - 体育館竣工竣工。
- 1973年（昭和48年）3月15日 - 新第二校舎一期工事完成。
- 1974年（昭和49年）4月8日 - 新第二校舎二期工事完成。
- 2007年（平成19年）4月1日 - 八王子市地域運営学校モデル校として運営開始
- 12月25日 - 北校舎、体育館およびくわの実ホール落成
- 2008年（平成20年）9月1日 - プール落成

## 教育目標
ひとりひとりを大切にし、社会に貢献する人間の育成を目指す。
- ○すすんで学ぶ（知）
- ○思いやりを持つ(徳)　
  - いじめの防止　思いやりの心をもち、集団生活の充実に努める生徒の育成する。
  - 道徳的判断力、道徳的心情、道徳的実践意欲と態度を養う。
- ○心身を鍛える(体)
- ○責任をもつ(責)

## アクセス
- 八王子駅（南口）から徒歩14分、または京王八王子駅から徒歩20分。